# Liste der Bodendenkmäler in Schlehdorf
Auf dieser Seite sind die Bodendenkmäler in der oberbayerischen Gemeinde Schlehdorf zusammengestellt. Diese Tabelle ist eine Teilliste der Liste der Bodendenkmäler in Bayern. Grundlage ist die Bayerische Denkmalliste, die auf Basis des Bayerischen Denkmalschutzgesetzes vom 1. Oktober 1973 erstmals erstellt wurde und seither durch das Bayerische Landesamt für Denkmalpflege geführt wird. Die folgenden Angaben ersetzen nicht die rechtsverbindliche Auskunft der Denkmalschutzbehörde.

## Bodendenkmäler der Gemeinde Schlehdorf

### Bodendenkmäler in der Gemarkung Schlehdorf
| Lage                                     | Objekt | Akten-Nr.     | Bild           |
| ---------------------------------------- | --- | ------------- | -------------- |
| Schlehdorf (Standort)                    | Höhensiedlung vorgeschichtlicher Zeitstellung, unter anderem der frühen und mittleren Bronzezeit, der Urnenfelderzeit und der späten Latènezeit (Am Joch). Siehe auch: Bronzezeit, Urnenfelderzeit, Latènezeit                                                                                | D-1-8333-0054 |                |
| Schlehdorf (Standort)                    | Abgegangenes Kloster des Mittelalters und der frühen Neuzeit (Augustinerchorherrenstift Schlehdorf). | D-1-8333-0076 |                |
| Schlehdorf (Standort)                    | Untertägige frühneuzeitliche Befunde im Bereich von Kloster Schlehdorf mit der ehemalige Klosterkirche und Katholischen Pfarrkirche St. Tertulin sowie abgegangene Kirche des späten Mittelalters oder der frühen Neuzeit (St. Einbeth, Wolbeth und Vielbeth). Siehe auch: Kloster Schlehdorf | D-1-8333-0077 | weitere Bilder |
| Schlehdorf Kocheler Straße 15 (Standort) | Untertägige frühneuzeitliche Befunde im Bereich der Katholischen Friedhofskapelle Hl. Kreuz in Schlehdorf. | D-1-8333-0078 | weitere Bilder |
| Schlehdorf Unterau 49 (Standort)         | Untertägige spätmittelalterliche und frühneuzeitliche Befunde im Bereich der Katholischen Filialkirche St. Andreas in Unterau. Siehe auch: St. Andreas (Unterau), Unterau (Schlehdorf) | D-1-8333-0081 | weitere Bilder |
| Schlehdorf (Standort)                    | Brandopferplatz der Spät- und Endlatènezeit. | D-1-8333-0143 |                |